# C. S. Lewis
Clive Staples Lewis (Belfast, 29. studenoga 1898. – Oxford, 22. studenoga 1963.) bio je sjevernoirski književnik, jezikoslovac i sveučilišni profesor. 

## Životopis
Sin Alberta Jamesa Lewisa i Flore Auguste Hamilton Lewis. Imao je i brata Warrena Lewisa koji se također bavio pisanjem, ali ne fantastikom, nego povijesnim knjigama. Nakon što mu je majka umrla od raka s bratom odlazi u Englesku na fakultet gdje ga počinje zanimati nordijska mitologija i Wagnerova glazba.  
Na Oxfordskom sveulilištu doktorirao je filologiju i filozofiju te ostvario akademsku karijeru. Radeći kao sveučilišni profesor, svojim predavanjima, spisima i radijskim emisijama te posebnim karakternim osobinama; dubinom, radikalnošću i suptilnim humorom stekao je mnoge sljedbenike.  
1933. postao je član skupine "The Inklings" s J.R.R. Tolkienom, često su se nalazili u Lewisovoj sobi, ali i u pubu koji se zvao "The Bird and Baby". 1938. izdaje prvi dio svoje ZF trilogije "Out of the silent planet", a 1943. izdaje "Perelandru", drugi nastavak znanstvenofantastične trilogije. Godine 1945 Charles Williams, Lewisov bliski prijatelj, član Inklingsa umire, a te iste godine izlazi i zadnji nastavak ZF trilogije "That Hideous Strength". 
Godine 1950., najvažnije u Lewisovoj karijeri, izlazi prva od sedam knjiga nazvanih Narnijske kronike - "Lav, vještica i ormar". Sljedeće godine izdaje drugi nastavak "Kraljević Kaspijan". 1952. izlazi treći nastavak "Plovidba broda Zorogaza", a Lewis upoznaje svoju buduću ženu Joy Davidman Gresham. 1953. "Srebrni stolac", četvrti nastavak, 1954. "Konj i njegov dječak", peti nastavak, 1955. "Čarobnjakov nećak", šesti nastavak, te godine izlazi i Lewisova biografija "Surprised by Joy: The Shape of My Early Life." 1956. "Posljednja bitka", zadnji nastavak Narnijskih kronika.
Iste se godine građanski vjenčao s Joy da bi ona dobila dozvolu stalnog boravka u Britaniji. Godinu dana poslije otkriveno je da Joy boluje od raka kostiju. Sljedeće godine Lewis i Joy odlaze u Irsku na 10 dana. Joy umire 1960. godine, a Lewisu ostavlja svog sina iz prvog braka Douglasa. 1961. izdaje "A Grief Observed" u kojoj opisuje svoju bol i patnju zbog ženine smrti pod pseudonimom N. W. Clerk. C. S. Lewis umire 22. studenog 1963. godine, jedan tjedan prije svog 65. rođendana, na dan atentata na američkog predsjednika Johna F. Kennedyja. Pokopan je u Oxfordu.
C. S. Lewis u djetinjstvu i mladosti bio je ateist. Njegovi najdraži pisci John Milton, George Herbert i Georg MacDonald bili su predani kršćani. I njegovi suvremenici većinom su bili kršćani. Lewis se uvjerio da Bog postoji tijekom jednog razgovora s Tolkienom. Dvije godine poslije  1933. postao je kršćanin. Odlučio je u svojim književnim djelima pisati o vjeri i Kristu. U "Narnijskim kronikama" kroz sve knjige provlači se lik lava Aslana. Isus se u Bibliji naziva "lav iz plemena Judina". Aslan nije Krist, nego ima neke osobine Kristova karaktera. U knjizi "Lav, vještica i ormar" Aslan se žrtvuje, umire i uskrsava po uzoru na Krista. U knjizi "Princ Kaspijan" tema je vječni život kroz prolijevanje krvi za drugoga. U knjigama "Čarobnjakov nećak" i "Posljednja bitka" teme su stvaranje i svršetak, a u knjizi "Srebrni stolac" učeništvo, apostoli. Lewisov prijatelj Tolkien smatrao je da je u "Narnijskim kronikama" kršćanska poruka preočita. To je C. S. Lewis i želio postići.
Pisao je i filozofska djela te djela religiozne tematike. Tek posljednjih petnaestak godina života pisao je dječju fantastiku. U nekima je naglasak bio na kršćanskoj filozofiji, dok je u drugima htio izbjeći pristranost teizmu kao argument. Takva je primjerice uspješnica "Ukinuće čovjeka" u kojoj raspravlja o univerzalnoj vrijednosti i naravnom zakonu nazivajući ga Tao. To djelo Lewis je sam smatrao jednim od svojih najdražih djela. "Pisma starijeg đavla mlađem", "Kršćanstvo nije iluzija", "Problem boli" i "Velika rastava" njegovi su opisi kršćanstva u kojima otkriva mnoge istine o Bogu i čovjeku. Možda najbolje što je Lewis napisao o kršćanstvu je poglavlje o milosrdnoj ljubavi knjige "Četiri ljubavi" jer je u njoj daleko manje zabrinut za čitateljev odgovor. Posljednje što je objavio je roman pod naslovom "Dok imamo lica" što je njegovo viđenje antičkog mita o Amoru i Psihi.

## Vanjske poveznice
|  | Zajednički poslužitelj ima još gradiva o temi C. S. Lewis |
|  | Wikicitati imaju zbirke citata o temi C. S. Lewis         |